# Avanti Isowhey Sport/Saison 2016
Dieser Artikel listet Erfolge und Fahrer des Radsportteams Avanti Racing Team in der Saison 2016 auf.

## Erfolge in der UCI Asia Tour
In der Saison 2016 gelangen dem Team nachstehende Erfolge in der UCI Asia Tour.
| Datum         | Rennen                       | Kat. | Sieger           |
| ------------- | ---------------------------- | ---- | ---------------- |
| 10. März      | 5. Etappe Tour de Taiwan     | 2.1  | Robbie Hucker    |
| 6.–10. März   | Gesamtwertung Tour de Taiwan | 2.1  | Robbie Hucker    |
| 29. Mai       | Prolog Japan-Rundfahrt (EZF) | 2.1  | Anthony Giacoppo |
| 31. Mai       | 3. Etappe Japan-Rundfahrt    | 2.1  | Anthony Giacoppo |
| 5. Juni       | 8. Etappe Japan-Rundfahrt    | 2.1  | Sam Crome        |
| 22. September | 3. Etappe Tour of China II   | 2.1  | Luke Mudgway     |

## Erfolge in der UCI Oceania Tour
In der Saison 2016 gelangen dem Team nachstehende Erfolge in der UCI Oceania Tour.
| Datum          | Rennen                                  | Kat. | Sieger               |
| -------------- | --------------------------------------- | ---- | -------------------- |
| 23. Januar     | 4. Etappe New Zealand Cycle Classic     | 2.2  | Ben O’Connor         |
| 20.–24. Januar | Gesamtwertung New Zealand Cycle Classic | 2.2  | Ben O’Connor         |
|                | Einzelwertung UCI Oceania Tour 2016     |      | Sean Lake            |
|                | Teamwertung UCI Oceania Tour 2016       |      | Avanti Isowhey Sport |

## Erfolge in den Nationalen Straßen-Radsportmeisterschaften
In den Rennen der Nationalen Straßen-Radsportmeisterschaften 2016 konnte das Team nachstehende Titel erringen.
| Datum     | Rennen                                           | Sieger         |
| --------- | ------------------------------------------------ | -------------- |
| 9. Januar | Australische Meisterschaft – Straßenrennen (U23) | Chris Hamilton |

## Abgänge – Zugänge
| Zugänge          | Team 2015                             | Abgänge               | Team 2016                   |
| ---------------- | ------------------------------------- | --------------------- | --------------------------- |
| Sean Lake        | African Wildlife Safaris Cycling Team | Aaron Donnelly        | Unbekannt                   |
| Robbie Hucker    | Drapac Professional Cycling           | Scott Law             | Unbekannt                   |
| Patrick Lane     | African Wildlife Safaris Cycling Team | Mitchell Lovelock-Fay | Unbekannt                   |
| Matthew Zenovich | CCT p/b Champion System               | Taylor Gunman         | Madison Genesis             |
| Ben O’Connor     | Navitas Satalyst Racing team          | Benjamin Dyball       | Unbekannt                   |
| Liam Aitcheson   | Neoprofi                              | Jason Christie        | Unbekannt                   |
| Oscar Stevenson  | African Wildlife Safaris Cycling Team | Patrick Bevin         | Cannondale Pro Cycling Team |
| Sam Crome        | Neoprofi                              | Jack Beckinsale       | Unbekannt                   |

## Mannschaft
| Teamkader 2016                            | Teamkader 2016     | Teamkader 2016 | Teamkader 2016                     |
| Name                                      | Geburtsdatum       | Land           | Vorheriges Team                    |
| ----------------------------------------- | ------------------ | -------------- | ---------------------------------- |
| Liam Aitcheson                            | 11. Januar 1995    | Neuseeland     |                                    |
| Joseph Cooper                             | 27. Dezember 1985  | Neuseeland     | PureBlack Racing (2012)            |
| Sam Crome                                 | 16. Dezember 1993  | Australien     |                                    |
| Anthony Giacoppo                          | 13. Mai 1986       | Australien     |                                    |
| Fraser Gough                              | 9. Februar 1993    | Neuseeland     | Data3 Symantec Racing (2014)       |
| Regan Gough                               | 6. Oktober 1996    | Neuseeland     |                                    |
| Robbie Hucker                             | 13. März 1990      | Australien     | Drapac Professional Cycling (2015) |
| Cameron Karwowski                         | 3. April 1991      | Neuseeland     | Veranclassic-Doltcini (2014)       |
| Mitchell Lovelock-Fay                     | 12. Januar 1992    | Australien     | Christina Watches-Onfone (2013)    |
| Sean Lake                                 | 6. Dezember 1991   | Australien     | African Wildlife Safaris (2015)    |
| Patrick Lane                              | 29. August 1991    | Australien     | African Wildlife Safaris (2015)    |
| Luke Mudgway                              | 12. Juni 1996      | Neuseeland     |                                    |
| Mark O’Brien                              | 16. September 1987 | Australien     | Team Raleigh (2013)                |
| Ben O’Connor                              | 25. November 1995  | Australien     | Navitas Satalyst Racing (2015)     |
| Patrick Shaw                              | 19. Februar 1986   | Australien     |                                    |
| Neil Van der Ploeg                        | 23. September 1987 | Australien     |                                    |
| Matthew Zenovich                          | 26. Februar 1994   | Neuseeland     | CCT-Champion System (2015)         |
|                                           |                    |                |                                    |
| Quellen: ProCyclingStats Cycling Archives |                    |                |                                    |